# L'aggiusta-cuori
L'aggiusta-cuori (Die Liebeskümmerer) è una commedia romantica del 2024 diretta da Shirel Peleg e tratto dal romanzo di Elena-Katharina Sohn.

## Trama
Un giornalista scettico partecipa ad un programma per cuori infranti per scrivere un articolo finendo per innamorarsi di un'affascinante psicologa.

## Distribuzione
Il film è stato distribuito sulla piattaforma Netflix dal 14 febbraio 2024.